# Scrophularia lanceolata
Scrophularia lanceolata là một loài thực vật có hoa trong họ Huyền sâm. Loài này được Pursh miêu tả khoa học đầu tiên năm 1813.